# Wolfhard Kohte
Hans-Wolfhard Kohte (* 1946 in Korbach) ist ein deutscher Jurist und ehemaliger Hochschullehrer an der Martin-Luther-Universität Halle-Wittenberg.

## Leben
Kohte studierte Rechtswissenschaften an der Universität Bochum, wo er auch sein Erstes Juristisches Staatsexamen ablegte. Nach seinem Referendariat im Bezirk des Oberlandesgerichts Celle kehrte Kohte nach Bochum zurück, um sich seiner Promotion zu widmen. Diese schloss er 1981 ab. 1988 folgte seine Habilitation.
Nach Lehrstuhlvertretungen in den folgenden Semestern an den Universitäten Würzburg, Bielefeld und Berlin (FU sowie HU) wurde er 1991 von der Universität Düsseldorf auf einen ordentlichen Lehrstuhl berufen. Bereits im folgenden Jahr verließ er Düsseldorf wieder. Er wechselte an die Universität Halle-Wittenberg, um dort die Gründungsprofessur Zivilrecht II, den Lehrstuhl für Bürgerliches Recht, Deutsches und Europäisches Arbeits-, Unternehmens- und Sozialrecht auszuüben. Diesen Lehrstuhl hatte er bis zu seiner Emeritierung 2012 inne, Kohte hält aber noch immer Lehrveranstaltungen in Halle ab. Seit 2012 ist er Forschungsdirektor am Zentrum für Sozialforschung Halle e.V. an der Martin-Luther-Universität Halle-Wittenberg.

## Veröffentlichungen (Auswahl)
- Arbeitnehmerhaftung und Arbeitgeberrisiko. Athenaeum, Königstein/Taunus 1981, ISBN 3-7610-6349-0 (Dissertation).
- Andreas Bücker, Kerstin Feldhoff & Wolfhard Kohte: Vom Arbeitsschutz zur Arbeitsumwelt - Europäische Herausforderung für das deutsche Arbeitsrecht. Luchterhand, Köln 1994, ISBN 3-472-01649-3.
- Wolfhard Kohte & Ulrich Faber: Störfallrecht und Betriebsverfassung. 2. Auflage. Hans-Böckler-Stiftung, Düsseldorf 2008, ISBN 978-3-935145-25-1.
- Wolfhard Kohte & Ulrich Faber: Arbeits- und Gesundheitsschutz an Schulen. Bund-Verlag, Frankfurt am Main 2015, ISBN 978-3-7663-6411-1.